# Sarsamphiascus graciloides
Sarsamphiascus graciloides is een eenoogkreeftjessoort uit de familie van de Miraciidae. De wetenschappelijke naam van de soort is voor het eerst geldig gepubliceerd in 1950 door Klie.